# Ципола, Гизелла Альбертовна
Гизе́лла Альбе́ртовна Ципо́ла (Цыпо́ла) (укр. Гізела Альбертівна Ципола, венг. Cipola Gizella; род. 1944) — советская, украинская оперная певица (сопрано), педагог. Народная артистка СССР (1988).

## Биография
Гизелла Ципола (Цыпола) родилась 27 сентября 1944 года в селе Гать (согласно некоторым источникам — в селе Яноши) (ныне Береговская община Закарпатской области Украины), где её отец был руководителем крупного колхоза. Венгерка по национальности. В семье было пятеро детей.
Начальное образование получила в школе села Великие Береги, продолжила учиться в школе Мукачево, где принимала участие в художественной самодеятельности. В Ужгороде окончила музыкальное училище (ныне — имени Д. Е. Задора) по классу А. Задора, в 1969 году — Харьковский институт искусств им. И. Котляревского по классу вокала у Т. Я. Веске.
В 1968 году была принята в труппу Киевского театра оперы и балета им. Т. Шевченко, где в 1969 году дебютировала в заглавной партии в опере «Мадам Баттерфляй» Дж. Пуччини, впоследствии став одной из ведущих солисток театра.
В 1976 году на Международном конкурсе вокалистов «Мадам Баттерфляй» в Токио (Япония) стала обладательницей первой премии имени японской певицы Миури Тамаки и была признана одной из лучших в мире исполнительниц партии Баттерфляй. В истории конкурса это единственный случай, когда певица стала обладательницей всех трёх кубков — золотого, серебряного и бронзового, а также титула «Лучшая Баттерфляй мира» и «золотого» кимоно. Подаренное певице кимоно было изготовлено специально для неё и расшито нитками из натурального золота, аналога которому в мире не существует. В настоящее время это кимоно хранится в театральном музее на территории Киево-Печерской лавры.
В 1982 году на оперном фестивале в Висбадене впервые исполнила партию Катерины из оперы «Катерина Измайлова» Д. Д. Шостаковича, которую выучила накануне фестиваля всего за 12 дней с концертмейстером А. Вишневич.
За свою творческую деятельность исполнила на сценах разных театров и стран 30 (согласно некоторым источникам — 56) партий в операх русских, советских и зарубежных композиторов.
В концертном репертуаре певицы — более 400 романсов и концертных арий русских и зарубежных композиторов-классиков, а также народные песни.
Гастролировала за рубежом в ГДР, Болгарии, Венгрии, Польше, Финляндии,Франции, Испании, Швейцарии, Японии, чаще по контрактам. В Праге (Чехословакия) пела в трёх оперных театрах, зачастую исполняя репертуар, который никогда не пела в Киеве, — например, партию Маженки в опере «Проданная невеста» Б. Сметаны.
С 1985 года преподавала в Киевской консерватории (ныне Национальная музыкальная академия Украины имени П. И. Чайковского).
В 1994 году, в возрасте 49 лет, ушла из театра.
В 1995 году в Будапеште записала три компакт-диска с редко исполняемыми произведениями венгерских композиторов.
Последним выступлением певицы в Москве было участие в концерте памяти дирижёра С. Турчака, проходившем в зале «Золотые ворота», где она исполнила итальянские оперные арии. В 2000 году выступала с концертами в Стокгольме, исполняла сопрановые партии в «Реквиеме» Дж. Верди, «Реквиеме» В. А. Моцарта, 9-й симфонии Л. ван Бетховена.
Закончив карьеру оперной и камерной певицы, поселилась в своём родном селе Гать Закарпатской области Украины, купив землю и построив дом. Занимается бизнесом, в свободное от работы время любит читать книги и слушать классическую музыку, проводить время на природе, готовить, заниматься садоводством, выращивая цветы и деревья, завела собаку породы жесткошёрстная такса кабаньего окраса по кличке Шандор.

### Семья
- Первый муж — Стефан Васильевич Турчак (1938—1988), украинский дирижёр. Народный артист СССР (1977), с которым певица прожила одиннадцать лет в творческом и семейном союзе вплоть до его смерти.
- Второй муж — юрист.
- Детей нет, племянники Иштван, Лоци, Шандор, Гизелла, Екатерина, Елизавета и Вильгельм, с которыми певица часто общается, их семьи тоже живут в селе Гать, а также в других соседних сёлах на границе с Венгрией.

## Звания и награды
- Первая премия на Всесоюзном конкурсе камерных исполнителей в Киеве (1967)
- Первая премия на IV Всесоюзном конкурсе вокалистов им. М. И. Глинки в Киеве (1968)
- Первая премия Международного конкурса вокалистов «Мадам Баттерфляй» в Токио (за лучшее исполнение партии Чио-Чио-сан в опере «Мадам Баттерфляй» Дж. Пуччини, все три кубка — золотой, серебряный и бронзовый, титул «Лучшая Баттерфляй мира», «золотое» кимоно, 1976)
- Народная артистка Украинской ССР (1976)
- Народная артистка СССР (1988)
- Государственная премия Грузинской ССР им. З. П. Палиашвили (за исполнение партии Этери в опере «Абессалом и Этери» З. П. Палиашвили,1973)

## Творчество

### Оперные партии
- Татьяна — «Евгений Онегин» П. И. Чайковского
- Лиза — «Пиковая дама» П. И. Чайковского
- Марфа — «Царская невеста» Н. А. Римского-Корсакова
- Ксения — «Борис Годунов» М. П. Мусоргского
- Эмма — «Хованщина» М. П. Мусоргского
- Чио-Чио-сан, «Мадам Баттерфляй» Дж. Пуччини
- Тоска — «Тоска» Дж. Пуччини
- Мими — «Богема» Дж. Пуччини
- Сантуцца — «Сельская честь» П. Масканьи
- Недда — «Паяцы» Р. Леонкавалло
- Аида — «Аида» Дж. Верди
- Дездемона — «Отелло» Дж. Верди
- Леонора — «Трубадур» Дж. Верди
- Елизавета — «Дон Карлос» Дж. Верди
- Амелия — «Бал-маскарад» Дж. Верди
- Маргарита — «Фауст» Ш. Гуно
- Манон Леско — «Манон» Ж. Maссне
- Эвридика — «Орфей и Эвридика» К. Глюка
- Маженка — «Проданная невеста» Б. Сметаны
- Катерина — «Катерина Измайлова» Д. Д. Шостаковича
- Этери — «Абессалом и Этери» З. П. Палиашвили
- Оксана — «Запорожец за Дунаем» С. С. Гулака-Артемовского
- Марьяна — «Арсенал» Г. И. Майбороды
- Марыльца — «Тарас Бульба» Н. В. Лысенко
- Наталья — «Тихий Дон» Дзержинского

### Концертный репертуар
- камерные вокальные произведения русских композиторов П. И. Чайковского, Глинки, Н. А. Римского-Корсакова, Рахманинова, Прокофьева, Д. Д. Шостаковича, циклы Г. В. Свиридова
- редко исполняемые произведения венгерских композиторов Ф. Листа, Ф. Эркеля, З. Кодая, Б. Бартока
- романсы Ф. Шуберта, Р. Шумана, И. Брамса
- малоизвестные произведения А. Дворжака, А. Г. Рубинштейна, М. де Фальи, Р. М. Глиэра
- арии из оперетт
- народные песни.

### Аудио (фирма «Мелодия»)
- «Ярослав Мудрый» Г. И. Майбороды
- «Катерина Измайлова» Д. Д. Шостаковича
- арии и сцены из опер.

### Вокал в кино
- 1982 — «Возвращение Баттерфляй» — Соломия Крушельницкая
- 1982 — «Фауст» (фильм-опера) — Маргарита

### Роли в кино
- 1993 — Западня — певица в опере